# Temmen-Ringenwalde
Temmen-Ringenwalde é um município da Alemanha, situado no distrito de Uckermark, no estado de Brandemburgo. Tem 63,18 km² de área, e sua população em 2019 foi estimada em 509 habitantes.